# Anders Farstad
Anders Farstad (Ålesund, 19 luglio 1951) è un ex calciatore norvegese, di ruolo centrocampista.

## Carriera

### Club
Farstad fu in forza al Rosenborg dal 1972 al 1976, giocando 97 partite e mettendo a segno 7 reti nella massima divisione norvegese. Dal 1977 al 1982, fu in forza al Bodø/Glimt. Nel 1983, si trasferì al Pors.